# Ailill Mac Máta
Ailill Mac Máta, également appelé Ailill mac Mágach, est, dans le cycle d’Ulster de la mythologie irlandaise, le roi de Connacht et l’époux de la reine Medb. Tous deux apparaissent comme les principaux antagonistes des Ulaid et de leur héros Cú Chulainn, notamment dans l’épopée centrale Táin Bó Cuailnge. Leur résidence principale est située à Crúachu. 

## Famille
Aillil est réputé être le fils de Rossa Ruadh mac Ferghus Feirghe roi de Laigin et le frère cadet de Finn mac Ross roi de Laigin et de Cairbre Nia Fer roi de Tara. De son union avec la reine Medb serait né un fils Maine Aithreamhail mac Oilioll qui sera également roi de Connacht après sa mère[réf. nécessaire]. Ailill et Medb ont une fille, Findabair, dont le nom est apparenté au gallois Gwenhwyfar. 

## Mythologie
Le nom Ailill (forme génitive Ailello, plus tard Ailella) est relativement courant dans l’Irlande ancienne. Il pourrait être apparenté au gallois ellyll (« esprit, fantôme, fée »), ce qui suggèrerait une origine en tant que qualificatif d’un héros doté d’une ardeur surnaturelle.
D'après la mythologie celtique irlandaise, Ailill Mac Máta est un souverain du royaume de Connacht et est marié à Medb. Il est en conflit avec le royaume d'Ulster défendu par Cúchulainn. Il est également souvent en conflit avec sa femme quant à leurs possessions, estimant qu'elle ne pouvait pas avoir plus de richesses que lui. Dans le Táin Bó Cuailnge, la fille du couple royal, Findabair, est proposée comme récompense à plusieurs champions du Connacht pour les inciter à affronter Cú Chulainn, mais tous connaissent une issue tragique. En effet, Ailill s'oppose à ces mariages jusqu'à ce que Fráech Mac Idath tue un dragon et lui rapporte une bague avalée par un saumon.
Par la suite, Ailill est tué par Conall Cernach.

## Postérité
Dans les récits, le couple est marqué par la personnalité dominante de Medb, décrite comme énergique et proactive, tant sur le plan militaire que sexuel. Cette caractérisation suscite un intérêt particulier de la part des lecteurs modernes, notamment dans une perspective féministe, mais elle reflète aussi l’importance que les publics médiévaux accordent à ce personnage.